# Perebea guianensis
Espèce
Statut de conservation UICN

 LC  : Préoccupation mineure
Synonymes
- Castilloa australis Hemsl.
- Olmedia grandifolia Trécul
- Olmedia habas Pax
- Perebea acanthogyne Ducke
- Perebea australis (Hemsl.) J.F. Macbr.
- Perebea castilloides Pittier
- Perebea glabrata Standl.
- Perebea laevigata Standl.
- Perebea pseudopeltata Mildbr.
- Perebea tessmannii Mildbr.[3]

Perebea guianensis est une espèce de plantes à fleurs de la famille des Moraceae. Il s'agit de l'espèce type du genre Perebea Aubl..
C'est un arbre néotropical. Il est connu en Guyane sous les noms de Abérémou (Créole), Kalumã Kalate, Yuwa'pisi, Yi'wapiso, Yuwa pɨso (Wayãpi), Amap purubumna, Amap-purubumnak, Tuukwanru Kamwi, Tukwanru kamwi (Palikur), Cauchorana (Portugais du Brésil),,. On le nomme Furufifi au (Guyana).

## Description
Perebea guianensis est généralement un petit arbre dioïque du sous-étage atteignant 20 m de haut (P. guianensis subsp. guianensis serait plus petit : 8-14 m de haut). 
Les rameaux feuillés sont épais de 3-10(-15) mm, couverts de poils appressés à séricés, de couleur grisâtre à jaune pâle.
Le limbe des feuilles coriace à cartacé, mesure (12-)20-50 x (5-)7-24 cm, et est de forme oblongue, étroitement elliptique à lancéolée, avec l'apex acuminé à aigu, la base (obtuse) émarginée, (sub-)cordée (à aiguë), et les marges entières à dentées.
La face supérieure est couverte de poils appressés épars, et des poils jaunâtres séricés sur la nervure médiane (presque plane), tandis que l'on trouve en dessous des poils pluricellulaires, apressés, pubérulents, capités et oblongoïdes sur les nervures saillantes.
On compte (10-)15-22(-28) paires de nervures secondaires. 
La nervation tertiaire est parallèle, scalariforme.
Les stipules mesurent 2 à 4 cm de long, et portent des poils séricés jaune-grisâtre.
Le pétiole est long de 0,5-1,6 cm. 
Les inflorescences staminées (mâles) comportent un réceptacle de 0,5 à 1,5 cm de diamètre, portant de nombreuses fleurs.
Le pédoncule est long de 0,4-2 cm.
Le périanthe est long de 0,8 à 1,8 mm.
Les fleurs comptent 4 tépales libres.
L'involucre porte 4-7 séries de bractées jaunâtres, de forme deltoïdes à ovales, acuminées à aiguës.
Le périanthe, haut de 0,8 à 1,0 mm, se compose de 4 tépales hirtelleux libres.
On dénombre 4 étamines dont le filet (souvent élargi à la base) est long de 0,8 à 1,0 mm de long, et les anthères mesurent 0,25-0,3 x 0,2-0,3 mm.
Les inflorescences pistillées sont solitaires, formées d'un réceptacle mesurant 0,8 à 1,5(3) cm de diamètre, subsessile ou pédonculé (pédoncule long de 0,3-1 cm), portant 10 fleurs (ou davantage).
L'involucre porte 7-15 séries de bractées jaunâtres, sub-séricées, de forme deltoïdes à ovales, acuminée à aiguës.
Le périanthe, haut de 3-6 mm, se compose de 4 dents (qui peuvent être fendues depuis la base de la fleur), jaunâtres hirtelleuses à velutineuses.
Le style est long de 2-2,5 mm.
Le stigmate, long de 0,8 à 1,3(−2) mm, a la forme d'une langue.
Les infrutescences discoïdes à hémisphériques, mesurent 2,5 à 4 cm de diamètre, deviennent rouges à maturité. 
Les bractées involucrales sont ovales ou triangulaires.
Infranescences de 2-5 cm de diamètre, fructification Perianthe 10-22 mm de hauteur, hinelleux jaunâtre à véluineux,,.

## Répartition
On rencontre Perebea guianensis du Panama au Brésil, en passant par la Colombie, le Venezuela, le Guyana, le Suriname, la Guyane, l'Équateur, le Pérou, et la Bolivie.
Perebea guianensis Aubl. comprend 5 sous-espèces :
- Perebea guianensis subsp. acanthogyne (Ducke) C.C. Berg - bassin supérieur de l'Amazone
- Perebea guianensis subsp. castilloides (Pitt.) C.C. Berg - Panama et Colombie
- Perebea guianensis subsp. guianensis - du bassin amazonien (Équateur, Pérou, Bolivie, Brésil, Venezuela : Amazonas[9]) à la Guyane, à l'est de Suriname, et au Guyana (à 12 milles de l'embouchure de la crique Onoro River (ceb))
- Perebea guianensis subsp. hirsuta C.C. Berg - bassin supérieur de l'Amazone
- Perebea guianensis subsp. pseudopeltata (MildBR.) C.C. Berg - bassin supérieur de l'Amazone[8]

## Écologie
Perebea guianensis est un arbre moyen des forêts anciennes et des vieilles forêts secondaires de terre ferme (non inondées).
En Guyane, Perebea guianensis fleurit en avril/août/septembre/octobre, et fructifie en janvier/février/avril/août/septembre/octobre. 
Au Venezuela, on rencontre P. guianensis subsp. guianensis dans les forêts de terre ferme, autour de 100 à 200 m d'altitude.

## Utilisation
En Guyane, les Palikur emploient le latex de Perebea guianensis en application directe du latex brut sur la peau, pour soigner les blessures occasionnées par les boutoirs des pécaris, ainsi que le sikgep (maladie signifiant « déchiré» et traduite par blesse ou coup en créole, correspondant à une douleur mobile en dessous des côtes, d'origine « magique » ou faisant suite à un effort excessif).
Ils consomment aussi ce latex mélangé à du lait concentré pour soigner les ulcères internes, ou mélangé à du couac comme fortifiant, ou comme antidiarrhéique.
Ils préfèrent néanmoins pour ces usages le latex d'autres espèces (Brosimum parinarioides et Parahancornia fasciculata). 
Ils utilisent par ailleurs le macérat de fragments de rameaux dans le rhum, comme aphrodisiaque pour les hommes.
Le latex tiré de l'écorce des tiges, flexibles et molles aurait des propriétés anthelminthiques.
Les Waimiri-Atroari (en) utilisent le latex de Perebea guianensis pour soigner les plaies
Les Chácobo consomment les fruits de Perebea guianensis et utilisent son écorce comme une étoffe pour la confection de vêtements traditionnels.

## Protologue
En 1775, le botaniste Aublet propose le protologue suivant : 

« PEREBEA Guianenſis. (Tabula 361.)
Arbuscula plures emittens caules ſtriatos, flexiles. Folia alterna, ampla, glabra, ſubſeſſilia, ad oras remotè dentata, ovato-oblonga, acuta, puctis tranſlucidis quaſi pertuſa. Stipula ampla, longa, ſemi-amplexicaulis. Flores numeroſi, (30 & ampliùs), in codem involucro, vireſcentes. Fructus maturus, coccineus.
Folia lacerata, cortex trunci inciſus, lacteum ſuccum ſundunt.
Florebat Maio.
Habitat ad ripam fluvii Courou, viginti leucis à maris littore.
Nomen Carybæum ABEREMOU & VEVE EPEROU.

LE PEREBIER de la Guiane. (Planche 361.)
C'eſt un arbre de moyenne grandeur, qui, de ſa racine pouſſe pluſieurs troncs droits, flexibles, dont la groſſeur eſt de quatre à cinq pouces de diamètre. Ces troncs portent des branches ſtriées dans toute leur longueur, garnies de feuilles alternes, oblongues, ovales, liſſes, vertes, luiſantes, ondulées à leur bord, terminées en pointe, longues d'un pied & plus, ſur environ cinq pouces de largeur, partagées par une côte ſaillante en deſſous, d'où partent des nervures latérales, qui vont en ſe courbant ſe réunir vers le bord. En préſentant ces feuilles à la lumière, elles paroiſſent toutes criblées de points tranſparents. Elles n'ont preſque point de pédicule avant leur développement. Elles ſont renfermées dans une longue stipule membraneuſe qui tombe, & laiſſe ſon impreſſion ſur la branche quelle entouroit. 
A l'aiſſelle des feuilles naiſſent pluſieurs fleurs ſur un placenta charnu, découpé à ſon bord en pluſieurs parties, & qui en deſſous paroit avoir été chargé d écailles ; ce que l'on connoit par les impreſſions qui, reſtent. Ce placenta a deux pouces & plus de diamètre, & ſupporte plus de trente fleurs preſſées les unes contre les autres. Chaque fleur eſt un calice allongé en tuyau, renflé par le haut, & diviſé en quatre petites dentelures. En ouvrant ce tuyau, on trouvé un piſtil dont l'ovaire eſt arrondi, ſurmonté d'un style charnu, un peu velu, terminé par un stigmate diviſé en deux lobes, & chargé de petites pointes noirâtres, ce qu'on ne peut bien voir qu'avec la loupe. 
Le piſtil, conjointement avec le calice, devient une baie molle, légèrement velue, d'un rouge de corail, & de la groſſeur telle qu'elle eſt représentée dans la figure qui porte à ſon ſommet les quatre dentelures du calice, fermées ou rélevées. Ce fruit contient une ſeule semence arrondie & pointue. Lorſque les fruits ſont en maturité, le placenta ſubſiſte ; il devient convexe. Les fruits ſe trouvent alors écartés les uns des autres, & à meſure qu'ils mûriſſent, ils tombent. 
Je n'ai vu de cet arbre que la fleur femelle. Je n'ai point rencontre l'individu qui porte des fleurs mâles. 
Toutes les parties de cet arbre étant entamées, rendent un ſuc laiteux. 
Je l'ai trouvé dans le mois de Mai, au bord de la rivière de Courou, à vingt lieues du bord de la mer. 
On ſe ſert de ſon écorce pour faire des liens. 
II eſt nommé par les Galibis ABÉRÉMOU, & VÉVÉ ÉPEROU. »

— Fusée-Aublet, 1775.